# Veľký Folkmár
Veľký Folkmár (in ungherese Nagysolymár) è un comune della Slovacchia facente parte del distretto di Gelnica, nella regione di Košice.